# Adam Wodeham
Adam Wodeham, auch Adam de Wodeham, Adam of Wodeham oder Adam Goddam und Adamus Goddamus (* 1295 in der Nähe von Southampton; † 1358) war ein mittelalterlicher Philosoph, der den Franziskanern angehörte und zu den Londoner Schülern des Wilhelm von Ockham zählte.
Wodehams erste philosophische Ausbildung fand im Londoner Studienhaus der Franziskaner statt. Er studierte von etwa 1317 bis 1321 bei Walter Chatton und dann etwa ab 1320 bei Wilhelm von Ockham, dem er auch als Sekretär diente. Er redigierte Ockhams Summa logicae und bereitete sie für die Veröffentlichung vor. Er selbst ist Verfasser des Prologs und (vermutlich) des Kapitels 51 des ersten Buches.
Als Ockham 1324 nach Avignon abgereist war, wurde Wodeham nach Oxford geschickt, um dort sein Studium abzuschließen. In Oxford hörte er die Sentenzenvorlesung von Richard FitzRalph und qualifizierte sich anschließend selbst für das Lesen der Sentenzen des Petrus Lombardus. Ende der 1320er Jahre unterrichtete er an der Provinzschule in Norwich. Später war er Lector (Lesemeister) am Greyfriars, einem franziskanischen Oxforder College. 1339 reiste er offenbar nach Basel, überlebte 1348/49 die Pest und starb 1358 in einem englischen Franziskanerkloster.
Laut Jan Peter Beckmann baute Wodeham den erkenntnis- und wissenschaftstheoretischen Ansatz der Ockhamschen Lehre aus und verlegte – vermutlich als erster – den Wissensgegenstand in den von der Konklusion bezeichneten Totalinhalt („complexe signifabile“) eines Sachverhalts.